# Чертовский, Александр Андреевич
Александр Андреевич Чертовский (? — ?) — советский партийный и хозяйственный деятель, заместитель председателя Совета народных комиссаров Башкирской АССР.

## Биография
С 11 января 1935 по 13 апреля 1937 состоял 1-м секретарём Иглинского районного комитета ВКП(б) Башкирской АССР. Потом до августа того же года на этой же должности в Альшеевском районе автономной республики. А с августа там же работал заместителем председателя СНК. По предложению Я. Б. Быкина, постановлением с 14 сентября 1937 на время отъезда А. Р. Исанчурина и П. Ф. Цыпнятова — вместе с В. С. Карповичем утверждён членом тройки НКВД. Дальнейшая судьба неизвестна.